# Marco Giuseppe Peranda
Marco Giuseppe Peranda, auch: Perandi (getauft am 4. April 1626 in Macerata; † 12. Januar 1675 in Dresden) war ein italienischer Musiker und Komponist des Barock.

## Leben
Peranda gilt neben Vincenzo Albrici als einer der maßgeblichen italienischen Meister in Deutschland in der Zeit des Barock. Dem italienischen Zeitgenossen Agostino Rossi zufolge war Perenda aus Macerata gebürtig, sein musikalischer Stil jedoch lässt eine Ausbildung in Rom vermuten. Ab 1651 wirkte Perenda als Altist in der Hofkapelle des Kurprinzen von Sachsen. Als der Kurprinz 1656 Kurfürst Johann Georg II. von Sachsen wurde, legte er die eigene und die Kapelle seines Vaters Johann Georg I. zusammen, um das Orchester zu neuer Blüte zu führen. 1661 wurde Peranda Vizekapellmeister, und 1663 wurde er als Nachfolger von Vincenzo Albrici Kapellmeister.
1670 erhielt er die Erlaubnis, eine Italienreise zu unternehmen. Da in der Kremsierer Residenz in Mähren zwei Messen und ein geistliches Konzert von ihm erhalten sind, wird angenommen, dass Peranda sich dort längere Zeit aufhielt.
1672 erhielt er die Stelle des Hofkapellmeisters in Sachsen, möglicherweise weil sich Christoph Bernhard, ebenfalls Vizekapellmeister, bei einer Beförderung übergangen fühlte und bereits vorher eine Stelle in Hamburg angenommen hatte. 1675 wurde Peranda, der bis zu seinem Tode Katholik blieb, im Kloster Marienstern bei Dresden beigesetzt.

## Werke (Auswahl)
Peranda schuf zahlreiche Kompositionen, von denen weniger als ein Drittel erhalten ist, darunter Messen und weitere kirchliche Werke, Oratorien, zahlreiche geistliche Konzerte und einige Bühnenwerke.
- 1668: Markus-Passion (Historia des Leidens und Sterbens unseres Herren Jesu Christi)
- 1668: Weihnachtshistorie (verschollen)
- 1671: Dafne (Oper, in Zusammenarbeit mit Giovanni Andrea Bontempi)
- 1673: Jupiter und Jo (mit Bontempi oder Constantin Christian Dedekind) (verschollen)
- 1675: Il sacrificio di Jefte (nur Text erhalten)

## Tonaufnahmen (Auswahl)
- Giuseppe Peranda: Sacred Music from Dresden. (Missa in a, Repleti sunt omnes, Accurite gentes, Timor et tremor, Factum est proelium; Vincenzo Albrici: Sinfonia à 2; David Pohle: Sonata à 6.) Miriam Feuersinger, Maria Cristina Kiehr (Sopran), Alex Potter (Altus), Raphael Höhn, Jakob Pilgram (Tenor), Markus Flaig (Bass), Abendmusiken Basel, Jörg-Andreas Bötticher (Leitung). Coviello Classics, 2018. (Außer Missa alles Welt-Ersteinspielungen.)